# Pedaria estellae
Pedaria estellae là một loài bọ cánh cứng trong họ Bọ hung (Scarabaeidae).